# Florencia Elisabeth Salazar
Florencia Elisabeth Salazar (3 de septiembre de 1993, Libertad, Provincia de Buenos Aires, Argentina) es una futbolista argentina. Actualmente juega como defensora central en Racing Club.

## Trayectoria
Salazar inició su carrera como futbolista en River Plate donde debutó y jugó hasta 2018. Luego de su paso por San Lorenzo, el 14 de enero de 2022 se hizo oficial su pase a Racing Club de Avellaneda. 

## Palmarés
- Torneo 2017-2018 con el Club Atlético River Plate.[1]
- Torneo Apertura 2021